# Halina Augustyniak
Halina Aleksandra Augustyniak (ur. 2 listopada 1934 w Łodzi, zm. 20 lutego 2013) – polska biolog molekularna, twórczyni i kierownik Zakładu Biologii Molekularnej Roślin na Uniwersytecie im. A. Mickiewicza w Poznaniu, profesor.

## Życiorys
Pochodziła z rodziny nauczycielskiej. Studiowała w Moskwie do 1956, a potem przeprowadziła się do Poznania (mieszkała przy ul. Stablewskiego na Łazarzu). Doktoryzowała się na Uniwersytecie im. A. Mickiewicza w 1963 i habilitowała tamże w 1979. W 1981 została docentem, a w 1991 profesorem UAM. W 1995 uzyskała tytuł profesora nadzwyczajnego nauk biologicznych. 
Od 1956 była asystentem i starszym asystenetem w Zakładzie Hodowli Roślin Polskiej Akademii Nauk. W 1965 objęła stanowisko adiunkta w Instytucie Biochemii i Biofizyki oraz Instytucie Chemii Organicznej PAN. Od 1993 kierowała Zakładem Biologii Molekularnej Roślin UAM. Zajmowała się głównie opracowywaniem i wdrażaniem zagadnień nauczania inżynierii genetycznej.
Została pochowana na cmentarzu św. Anny przy ulicy Lodowej w Łodzi.

## Publikacje
Opublikowała m.in. takie prace, jak:
- Mitochondrial DNA from lupine: restriction enzyme analisys and doning of fragments coding for HZWA (1983),
- Characterisation and sequence of lupin mitochondrial plasmed-like DNA (1989),
- Cloning and transcription analysis of the ndhe-ndhk-ndh J. genes of lupin plastid DNA (1997)[1].

## Nagrody
- Złoty Krzyż Zasługi (1993),
- nagroda indywidualna Ministra Nauki Szkół Wyższych i Techniki II stopnia za pracę habilitacyjną (1981),
- nagroda zespołowa Ministra Nauki Szkół Wyższych i Techniki I stopnia za osiągnięcia naukowe (1983)[1].

## Rodzina
Miała męża, ale rozwiodła się po 27 latach i córkę (lekarza nefrologa).